# Lethocerus indicus
Lethocerus indicus (barata-de-água-gigante) é um inseto aquático gigante, pertencente à família Belostomatidae, cujos membros são também conhecidos como baratas-de-água. É nativo do Sudeste Asiático.
Caça peixes, aves, anfíbios, cobras e outros animais, vivendo na água, abaixo da superfície.
Foi inicialmente classificado como Belostoma indicum, tendo essa classificação sido posteriormente alterada, por ser considerada incorreta. É uma espécie conhecida por ser comestível, sendo usada na gastronomia de diversos países, de diversas maneiras diferentes.

## Na culinária do Vietname
O nome vietnamita para o inseto e para a sua essência é cà cuống. Esta última, uma feromona produzida pelos machos para atraírem as fêmeas, é recolhida através da extração das bolsas onde o líquido é produzido. O líquido é então colocado em pequenos recipientes de vidro. Existe alguma escassez destes insetos, sendo a procura da essência elevada. Por esta razão, a maior parte da essência de cà cuống no mercado é apenas uma imitação, atingindo a verdadeira preços elevados.
A essência de cà cuống é tipicamente consumida com bánh cuốn (crepes de massa de arroz).

## Na culinária da Tailândia

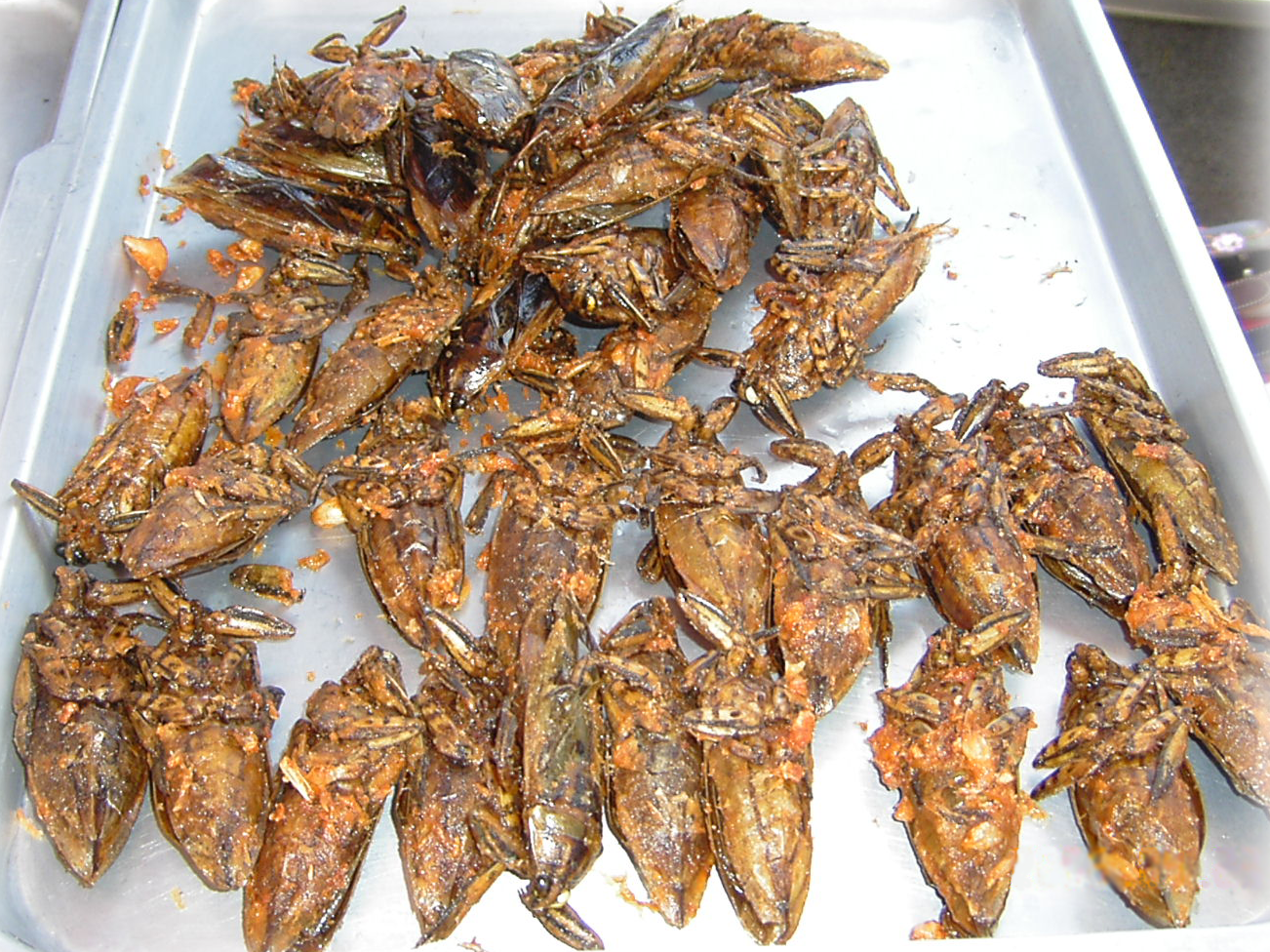
Baratas-de-água-gigantes fritas

Na região do nordeste da Tailândia, o consumo de insetos é comum. Esta espécie (localmente conhecida como mang dah- แมงดา) é uma iguaria popular, sendo consumida inteira e frita.